# 蓬萊 (福島市)
蓬萊（ほうらい）は、福島県福島市の旧信夫郡杉妻村の一部範囲を指す地域名である。そのほか福島盆地の南東部を指す通称でもある。

## 概要
福島市役所蓬萊支所管轄の清水町・田沢・蓬萊町の計3地区を指す。福島市都心部を南方から見下ろせる高低差のある高台に位置し、主に新興住宅地として発展を見せた地域である。
蓬萊地域内は、清水町村と田沢村の流れをくんでいる。北側に隣接する杉妻支所所管の5村（黒岩村・郷野目村・太平寺村・鳥谷野村・伏拝村）を含む計7村で合併を実施、杉妻村が設立した。杉妻村のうち、伏拝台の坂上に位置する清水町・田沢・蓬萊町は蓬萊支所所管へ、伏拝台の坂下に位置する地域は杉妻支所所管へ2つに分断され、現在に至る。
福島市に合併後、清水町と田沢の各一部で住居表示を実施し蓬萊町が生まれた。高度経済成長期以降に、蓬萊ニュータウンと銘打った土地開発が行われ、多くの団地群が軒を連ねた。
福島市における「蓬萊」とは蓬萊地域に限らず、市街地から南東部に外れた広域の通称名でもある。阿武隈川沿いに架かる複数の架橋名やダムといった施設名にも多用されており、蓬萊支所設置や住居表示に使用される以前から広く「蓬萊」と呼ばれている。

## 歴史
清水町宿を中心とした奥州街道沿いの村々として繁栄していった。
- 1889年（明治22年）4月1日 - 清水町村と田沢村が周辺の村と合併し杉妻村となる。
- 1947年（昭和22年）2月11日 - 福島市が信夫郡渡利村および同郡杉妻村を編入。杉妻地域に属した。
- 1975年（昭和50年）10月1日 - 福島市役所蓬萊支所が開設され、清水町・田沢・蓬萊町が蓬萊地域として独立した。

## 地域
蓬萊地域内の地名
- 清水町

- 田沢

- 蓬萊町